# Sesriem-Canyon
Der Sesriem-Canyon (englisch Sesriem Canyon) ist ein Canyon des Tsauchab-Riviers in Namibia.
Im Zeitraum von zwei Millionen Jahren hat der Tsauchab 80 Kilometer westlich seines Ursprungs den etwa ein Kilometer langen und bis zu 30 Meter tiefen Sesriem-Canyon in tertiäre Sedimentgesteine (ehemalige Flussschotter) hineingefressen. Die Gesteine sind etwa fünf Millionen Jahre alt und die Erosion hält bis heute an.
Der Name Sesriem ist Afrikaans und heißt auf Deutsch Sechs Riemen, da die ersten Siedler der Dorslandtrekker sechs Riemen, die sie aus Fellen von Oryxantilopen schnitten, aneinanderknüpfen mussten, um hier Wasser schöpfen zu können. Der Canyon führt unregelmäßig Wasser.
Der Sesriem-Canyon ist an manchen Stellen nur zwei Meter breit. Im weiteren Verlauf wird er immer flacher und breiter, um danach ein flaches Flussbett mit Galeriewald zu formen, das auch von der Straße ins Sossusvlei gequert wird. Er ist heute ein beliebtes Touristenziel.

Im Gelände deutlich sichtbar der Verlauf des Sesriem Canyon